# Hasan Rizvić
Hasan Rizvić (Zenica, 18 gennaio 1984) è un cestista bosniaco naturalizzato sloveno.

## Carriera
Con la Slovenia ha disputato i Campionati mondiali del 2010.

## Palmarès
- Campionato montenegrino: 1

Budućnost: 2011-12
- Coppa di Slovenia: 3

Pivovarna Laško: 2004
Union Olimpija: 2006, 2008
- Supercoppa slovena: 1

Union Olimpija: 2005
- Eurocup: 1

UNICS Kazan' : 2010-11